# Disappear
Disappear é uma canção pop da banda alemã No Angels. Foi escrita por Remee, Hanne Sørvaag e Thomas Troelsen. Foi co-produzida por Remee e Troelsen. A canção serviu também como entrada da Alemanha no 53º Festival Eurovisão da Canção: Festival Eurovisão da Canção 2008, realizado em Belgrade (cidade da Sérvia). Recebeu 50,5% de votos para a pré - seleção do Grand Prix Vorentscheid. No final do Eurovisão 2008 (em maio do mesmo ano), a canção recebeu só 40 pontos, ficando em 23ª num rank de 25.
O single foi lançado em 29 de fevereiro de 2008 na Europa de língua alemã e chegou na 4ª posição no German Singles Chart, onde se tornou o single mais vendido da banda desde o outono de 2006. Disappear também alcançou o top 30 do Hungarian Airplay Chart e a 21ª colocação na Eurochart Hot 100 Singles.